# Wojna o sukcesję polską

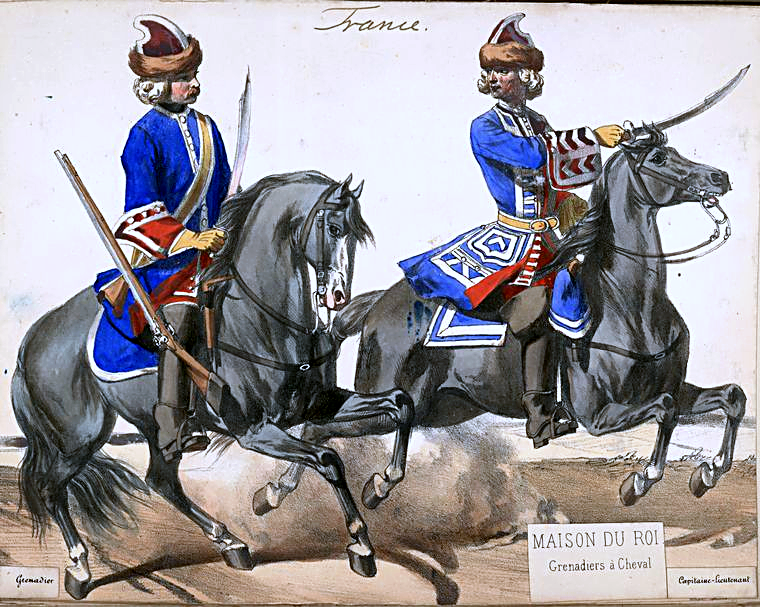
Francuscy grenadierzy konni Ludwika XV

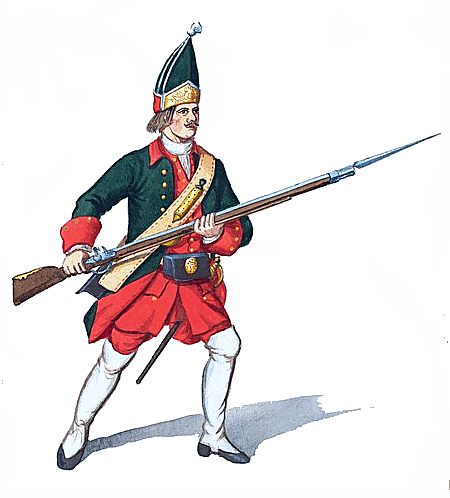
Rosyjski grenadier z 1732 roku

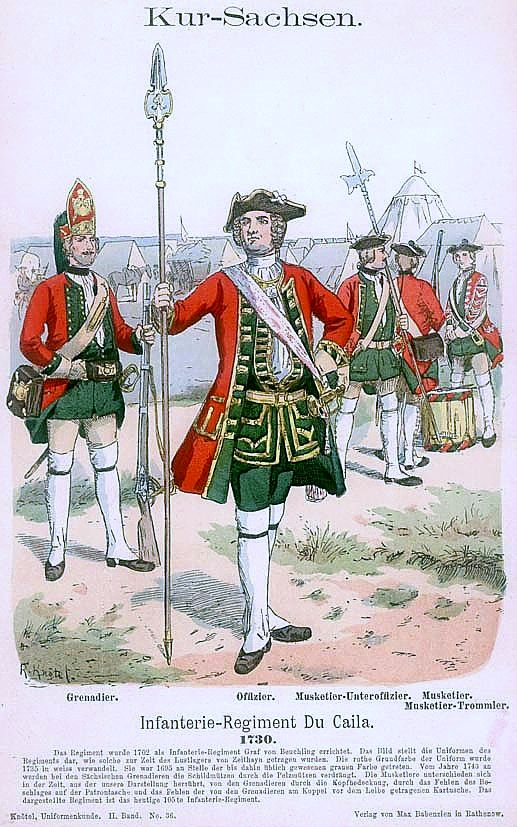
Piechota saska w 1730 roku

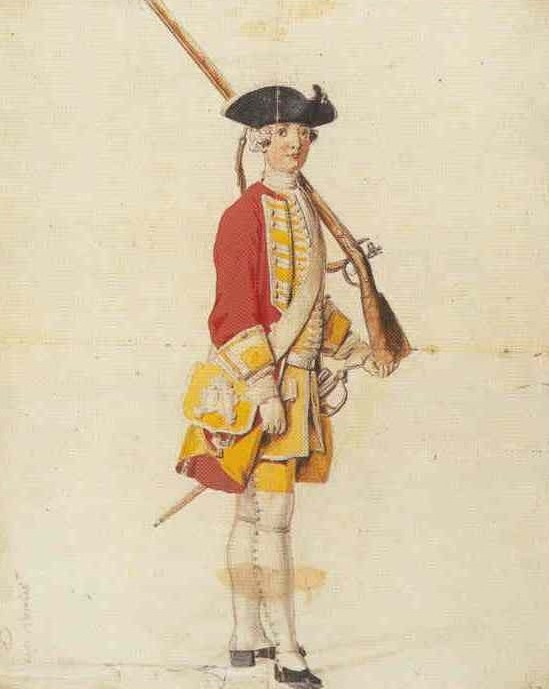
Piechur saski Augusta II

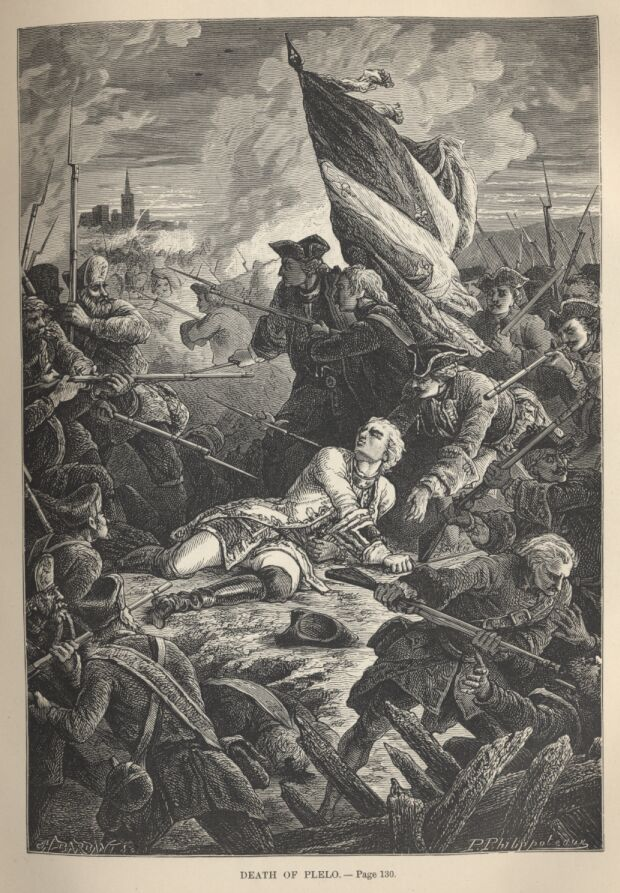
Śmierć pułkownika hrabiego de Plélo na Westerplatte 27 maja 1734

Wojna o sukcesję polską zwana także wojną sukcesyjną polską – wojna toczona w Europie w latach 1733–1735 między koalicjami Francji, Hiszpanii i Bawarii a Austrii, Rosji, Prus i Danii.
Przyczynami wojny były rywalizacja o koronę polską Stanisława Leszczyńskiego z Augustem III Sasem, a także dążenie Francji do zdobycia nowych terytoriów w Rzeszy (Lotaryngia) oraz we Włoszech.

## Preludium
Działalność dyplomacji francuskiej w Rzeczypospolitej, mającej na celu koronowanie Leszczyńskiego wzbudziła niepokój Petersburga i Wiednia, chcących zachowania zasad „złotej wolności”, które były przyczyną słabości państwa. W odpowiedzi Rosja i Austria zawarły 13 września 1732 roku traktat (do którego trzy miesiące później przystąpiły Prusy) – miał on nie dopuścić do objęcia tronu przez Leszczyńskiego, jak i Fryderyka Augusta Wettina, syna Augusta Mocnego, zaś wspólnym pretendentem został infant portugalski Emanuel Bragança.
August II Mocny zmarł 1 lutego 1733 roku. Na trwającym od 27 kwietnia do 23 maja sejmie konwokacyjnym uchwalono, iż królem może zostać jedynie Polak i katolik. Ograniczono także prawa polityczne protestantów (tzw. dysydentów), odbierając im możliwość zasiadania w sejmie, trybunałach i urzędach cywilnych. Taki obrót spraw krzyżował plany trzech mocarstw.
Pragnąc zapewnić sobie możliwość intronizacji, Fryderyk August Wettin zawarł porozumienia z Rosją i Austrią, zrzekając się w zamian praw do tronów austriackiego i kurlandzkiego. Wettin na tronie był niezgodny z zamierzeniami polityki Prus, które niebawem zerwały sojusz z Rosją i Austrią.
12 września 1733 roku Stanisław Leszczyński został wybrany królem Polski przez zdecydowaną większość szlachty (ok. 13 tysięcy głosów). Stronnicy Wettinów, pod wodzą Antoniego Ponińskiego i osłoną wojsk rosyjskich zawiązali osobną elekcję, ofiarując tron Fryderykowi Augustowi jako Augustowi III Sasowi.
Zbrojna interwencja sasko-rosyjska i będąca jej następstwem nielegalna w świetle prawa elekcja, stały się dla Francji pretekstem do wypowiedzenia Austrii wojny 10 października 1733.

## Zarys działań wojennych na terenie Rzeczypospolitej
Początkowo interweniować w Rzeczypospolitej miały wojska habsbursko-austriackie i saskie, ewentualnie wspierane przez dodatkowy korpus rosyjski. Austria uważała Polskę pod rządami Leszczyńskiego za groźniejszą dla własnych interesów ze względu na jej sojusz z Francją. Natomiast Polska pod rządami saskimi i kuratelą sąsiednich mocarstw była dla Wiednia możliwa do przyjęcia. Wybuch wojny z Francją zmusił jednak Habsburgów do przerzucenia swych sił do Lotaryngii. Dyplomacja wiedeńska skłoniła państwo carów do przyjęcia na własne barki całego ciężaru interwencji. Rosjanie skierowali ku granicom Rzeczypospolitej trzy korpusy wojska. Korpus pod dowództwem generała Piotra Lacy’ego zajął pozycję wyjściową do działań w Inflantach. Korpus pod dowództwem generała Artemija Zagriażskiego skoncentrował swoje oddziały w okolicach Smoleńska. Trzeci z korpusów pod dowództwem generała Weissbacha skoncentrował się pod Kijowem. Łącznie siły trzech korpusów szacować można na 75–90 tysięcy żołnierzy. W odwodzie stał następny korpus generała Izmaiłowa. Początkowo naczelne dowództwo nad siłami rosyjskimi sprawował generał Piotr Lacy.
Korpus generała Lacy’ego maszerował przez terytorium Wielkiego Księstwa Litewskiego wzdłuż linii Inflanty – Grodno na Warszawę nie napotykając większego oporu, gdyż litewska magnateria sprzyjała Wettynom. Licząca na papierze sześć tysięcy żołnierzy armia Wielkiego Księstwa Litewskiego w rzeczywistości dysponowała zaledwie trzema tysiącami zbrojnych, dlatego też regimentarz Wielkiego Księstwa Michał Serwacy Wiśniowiecki nie próbował nawet objąć dowodzenia.
W połowie września 1733 roku Lacy osiągnął Tykocin przekraczając tym samym granice Korony.
W początkach października Rosjanie dotarli do podwarszawskiej Pragi i w jej pobliżu, pod wsią Kamień, przy znikomym poparciu szlachty zorganizowali elekcję Augusta III (5 października 1733 roku). Dowodzący skoncentrowanymi pod Warszawą wojskami koronnymi Józef Potocki zamierzał początkowo bronić stolicy w oparciu o przeprawy przez Wisłę. Zmienił jednak swe plany obawiając się klęski i utraty wojska – głównego źródła swej pozycji. Po dokonaniu kilku manifestacyjnych ataków na ambasadę rosyjską wycofał armię pod Radom, nie podejmując żadnej próby oporu.
Stanisław Leszczyński oraz wspierający go magnaci, szlachta i urzędnicy Rzeczypospolitej byli w wyniku postawy Potockiego zmuszeni do opuszczenia Warszawy. Zmarnowana została szansa chwilowego przynajmniej zatrzymania Rosjan na linii Wisły, co miałoby poważne znaczenie psychologiczne. Regimentarz Józef Potocki podzielił następnie swe siły na kilka części i konsekwentnie unikał walnej bitwy z Rosjanami przemieszczając w sposób bezcelowy pułki koronne z jednego miejsca kraju w inne. Siły regimentarza koronnego nie przekraczały 8–9 tysięcy. Część oddziałów koronnych, w tym regimenty piechoty, dragonii i artylerii, musiał Potocki pozostawić w twierdzach na Ukrainie – zachodziła obawa, że Rosjanie zechcą wzniecić tam antypolskie powstanie chłopskie lub hajdamackie, które poważnie skomplikowałoby sytuację państwa.
Leszczyński wraz z przybocznymi gwardiami koronnymi oraz ministrami wycofał się do Gdańska. Miasto stało się do początków lipca 1734 roku centrum dyspozycyjnym oporu przeciw pogwałceniu wolności elekcji.
15 listopada 1733 roku korpus generała Piotra Lacy’ego stanął pod Łowiczem. Zima spowodowała wstrzymanie marszu Rosjan.
Tymczasem w Saksonii kończyły się przygotowania do opanowania Krakowa. Zdobycie miasta było pierwszym celem dowództwa saskiego – jako stolica koronacyjna monarchów polskich miała posłużyć do przeprowadzenia ceremonii koronacji Augusta III. Szlachta koronna zamierzała jednak walczyć z rosyjsko-saską interwencją. Świadectwem jej nastrojów są zachowane do dzisiaj rysy i szczerby na ścianach kolegiaty w Opatowie. Zawiązano tam 3 grudnia 1733 roku lokalną konfederację w obronie wolności elekcji, a zgromadzona szlachta sandomierska ostrzyła o mury kolegiaty swe szable oraz polerowała obuchy bojowe. W styczniu stronnictwo wierne Leszczyńskiemu zamierzało na południu bronić Krakowa przed wojskami saskimi oraz Torunia na północy przed Rosjanami, aby nie dopuścić ich pod Gdańsk.
Zadanie obrony Krakowa wziął na siebie wojewoda lubelski Jan Tarło, dowodzący krakowskim i sandomierskim pospolitym ruszeniem. 7 stycznia granicę Rzeczypospolitej w rejonie Tarnowskich Gór przekroczył liczący 10 tysięcy żołnierzy korpus saski generała Diemera. Próba zatrzymania ich marszu przez oddziały Tarły skończyła się klęską szlacheckiej konnicy. Kraków został zdobyty. Był to jednak koniec sukcesów, ponieważ Jan Tarło zdołał działaniami podjazdowymi związać ich siły na terenie województwa krakowskiego. W bitwie pod Miechowem udało się Polakom (1500 żołnierzy rekrutowanej z górali piechoty) dowodzonym przez Adama Tarłę rozbić znaczny oddział saski, co zapobiegło na pewien czas marszowi armii saskiej na Gdańsk. Jednak nie udało się Tarłom odbić Krakowa.
W tym samym czasie na północy wojska pod dowództwem kasztelana czerskiego Franciszka Kazimierza Rudnickiego, Aleksandra Alden-Mełdzyńskiego oraz hrabiego Wilhelma Schliebena, którzy już w 1733 roku zawiązali w obronie tronu króla konfederację w Grudziądzu, przygotowywały się do obrony Torunia przed nadchodzącymi oddziałami generała Lacy’ego. Dotkliwa porażka zadana przez Rosjan siłom polskim w potyczce pod Służewem 15 stycznia 1734 roku spowodowała panikę wśród chorągwi szlacheckich i wycofanie się ich na północ. W wyniku tego Toruń został zajęty przez wojska rosyjskie 16 stycznia. Była to klęska strategiczna, ponieważ miasto stało się dla Rosjan i Sasów bazą do działań na Pomorzu oraz głównym magazynem wojennym i żywnościowym. Po zajęciu Torunia Rosjanie podeszli pod Gdańsk, który wystawił do obrony 8 tysięczny garnizon. Silne obwarowania miasta nie rokowały armii Imperium Rosyjskiego prędkich sukcesów. Pierwsze porażki szturmów na szańce gdańskie zmusiły dowództwo do wezwania na pomoc saskiej armii i ciężkiej artylerii.
Sasi byli jednak przez dłuższy czas związani działaniami wojsk Jana Tarły w Małopolsce. Działania nękające przeciw Rosjanom na Pomorzu prowadziły oddziały kasztelana czerskiego Franciszka Rudnickiego (vel Rudzińskiego) oraz hrabiego Wilhelma Schliebena, którego oddział generał Lacy rozbił w bitwie pod Grudziądzem. Niepowodzenia w działaniach pod Gdańskiem spowodowały zmianę na stanowisku głównodowodzącego wojskami rosyjskimi. 16 marca dowództwo nad armiami objął Burkhard Christoph Münnich.
Tymczasem wojska koronne pod wodzą Jana Tarły ruszyły z Małopolski na odsiecz Gdańskowi. Równocześnie na Pomorzu rozpoczęła się koncentracja sił pod dowództwem Franciszka Kazimierza Rudnickiego. Dowództwo rosyjskie było zdecydowane nie dopuścić do połączenia się Tarły i Rudnickiego. Pod Świeciem doszło do bitwy oddziałów rosyjskich, dowodzonych przez Ernesta Birona i Artiemija Zagriażskiego, liczących 3 tysiące żołnierzy z wojskami Rudnickiego, który dysponował 33 chorągwiami szlacheckiej konnicy oraz 2 tysiącami regularnego wojska. Pomimo swojej przewagi kasztelan czerski poniósł dotkliwą porażkę, zdołał jednak wycofać swe siły i połączyć się z armią wojewody Jana Tarły. W kwietniu 1734 roku armia Jana Tarły licząca 133 chorągwie szlacheckiej konnicy pospolitego ruszenia, 2 pułki wojska koronnego oraz 400 dragonów natknęła się pod Tucholą na liczący 3 tysiące żołnierzy korpus rosyjski dowodzony przez generała Zagriażskiego. Pomimo przewagi liczebnej Tarło nisko oceniał wartość bojową swych sił i przystąpił do pertraktacji. Wobec dużej przewagi liczebnej przeciwnika Zagriażski chętnie przystąpił do rozmów i zgodził się na wysłanie adiutanta Tarły Idzikowskiego do Gdańska. W tym czasie głównodowodzący armią oblegającą Gdańsk feldmarszałek Burkhard Christoph Münnich wysłał na pomoc Zagriażskiemu generała Lacy’ego z 5 tys. nieprzydatnej przy oblężeniu miasta jazdy z armatami. 9 kwietnia 1734 (według niektórych źródeł 20 kwietnia 1734), późnym popołudniem, po zerwaniu rokowań doszło do bitwy pod Wyszecinem. Jan Tarło zdołał rozwinąć swe wojska w szyk na południe od wsi Wyszecino, jednak nie potrafił wyzyskać dogodności terenu i po zaciętej walce doznał porażki. W żadnym razie nie była to jednak klęska, wojska stronników Leszczyńskiego wciąż zachowywały wartość bojową. Rosjanie utracili w walce tysiąc żołnierzy. Oddziały polskie ruszyły pod Gdańsk chcąc nawiązać kontakt z mającymi tam wylądować siłami francuskimi.
20 kwietnia 1734, pod Puckiem armia Tarły poniosła klęskę w bitwie z korpusem rosyjskim dowodzonym przez generała Ernesta Birona. Wojewoda lubelski wycofał się pod Chojnice, gdzie zbierał rozbite oddziały, które jednak do końca oblężenia Gdańska nie odzyskały wartości bojowej. W trakcie działań dowódcy polscy ujawnili brak doświadczenia, nieudolność i brak zaufania do swoich żołnierzy. Szlachecka konnica oraz nieliczna chłopska piechota były słabo wyszkolone. Pomniejsi dowódcy szlacheccy często utrzymywali zakulisowe kontakty z nieprzyjacielem.
W trakcie oblężenia Gdańska przez wojska sasko-rosyjskie, idąc Leszczyńskiemu z pomocą i próbując przerwać oblężenie miasta wylądował w maju 1734 na Westerplatte 2,5 tysięczny korpus francuski pod wodzą hrabiego Ludwika de Plélo. Oblężenie zakończyło się pokonaniem zwolenników Leszczyńskiego i zdobyciem miasta 7 lipca 1734. Leszczyński w przebraniu chłopa zbiegł do Prus Książęcych, gdzie gościny użyczył mu Fryderyk Wilhelm I. Przed kapitulacją oblężeni wezwali na pomoc regimentarza koronnego Józefa Potockiego i jego wojska koronne, jednak bez rezultatu.
Nie był to jednakże koniec walk na terenie Rzeczypospolitej, ponieważ wygnany król wydał w Królewcu (gdzie przeniósł główny ośrodek dyspozycyjny) 30 sierpnia 1734 roku uniwersał wzywający do walki w obronie jego praw do tronu. 5 listopada 1734 roku zwolennicy Leszczyńskiego zawiązali konfederację dzikowską w obronie tronu króla. Plany militarne konfederacji koncentrowały się na trzech obszarach. Obszarem pierwszym były graniczące z Prusami Książęcymi tereny Rzeczypospolitej, a zwłaszcza Puszcza Kurpiowska, gdzie emisariusze Leszczyńskiego wysyłani z Królewca próbowali porwać do walki chłopów. Powiodło się to w znacznym stopniu, ponieważ Kurpie potrafili stawiać zacięty opór Sasom i Rosjanom i zadawać im duże straty. Po zakończeniu wojny ruch kurpiowski przybrał oblicze antyfeudalne i został stłumiony dopiero w 1738 roku. Na graniczących z Prusami Książęcymi obszarach Wielkiego Księstwa skuteczną wojnę podjazdową przeciw rosyjskiemu korpusowi generała Izmaiłowa prowadził weteran konfederacji tarnogrodzkiej strażnik polny litewski Paszkowski. Nie był jednak w stanie zmienić sytuacji strategicznej, skoro w Mińsku Litewskim koncentrował się kolejny dwudziestotysięczny korpus rosyjski generała Wołkowa.
Drugim obszarem działań konfederatów dzikowskich było Podole, gdzie w oparciu o fortecę w Kamieńcu Podolskim i w Okopach Świętej Trójcy zamierzano stawiać opór i czekać na pomoc turecką, ponieważ liczono na włączenie się Turcji do wojny oraz wierzono, że sułtan pozwoli na formowanie polskich wojsk w Mołdawii. Trzecim i najważniejszym polem działań była Wielkopolska, skąd dowódcy konfederaccy zamierzali powtórzyć manewr Karola XII z roku 1706 i najechać Saksonię. O ile król szwedzki dysponował znakomitym narzędziem wojny w postaci swej armii, konfederaci posiadali siłę zbrojną w trakcie permanentnej organizacji. Po początkowym sukcesie, jakim było zniszczenie w marcu 1735 roku silnego oddziału saskiego działającego w Wielkopolsce, konfederaci ponieśli w maju 1735 roku dotkliwą klęskę pod Stężycą od połączonych wojsk rosyjsko-saskich. Przekreśliło to plany inwazji na Saksonię i złamało morale stronników Leszczyńskiego.
Kolejnym ciosem dla konfederacji dzikowskiej było przejście pod Zakliczynem regimentarza Józefa Potockiego z najlepszymi oddziałami na stronę saską już pod koniec lutego 1735 roku. Opór zbrojny zaczął się załamywać. Adam Tarło – najbardziej niezłomny z wodzów konfederacji, na czele pięciu tysięcy konnicy ruszył z Wielkopolski ku ziemiom elektora saskiego, jednak w czasie przeprawy przez Odrę pod Krosnem Odrzańskim został rozbity przez wojsko pruskie, które z silną artylerią zastąpiło mu drogę. Resztki sił konfederackich przedarły się do Francji. Wkrótce zmiana sytuacji międzynarodowej odebrała najzagorzalszym zwolennikom ostatnie nadzieje na powodzenie sprawy Leszczyńskiego. W październiku 1735 Francja zawarła pokój z Austrią, co podważało jej sojusz z dzikowianami i zapowiadało wycofanie poparcia francuskiego rządu dla konfederacji. 26 stycznia 1736 roku Stanisław Leszczyński abdykował w Królewcu. Zwalniało to jego zwolenników od przysięgi elekcyjnej. Rzeczpospolitą uspokoił ostatecznie sejm pacyfikacyjny z 1736 roku. Po wygaśnięciu działań wojennych na terenie Rzeczypospolitej armia rosyjska ruszyła na zachód Europy, by wziąć udział w walkach z Francją i wymusić na niej zakończenie wojny. Korpus generała Piotra Lacy’ego osiągnął w roku 1735 Ren, jednak nie zdążył już wejść do walki. Po raz pierwszy w historii armia imperium carskiego zapuściła się tak daleko na zachód kontynentu.
Aby taką piechotę stworzyć, trzeba było przede wszystkim czasu (szkolenie trwało kilka lat) oraz ogromnych środków finansowych. Wielkie sumy pochłaniała nie tylko sama piechota – ogromne środki należało wydatkować na stworzenie sieci obozów i szpitali wojskowych, koszar, odwachów, magazynów broni, warsztatów naprawczych umundurowania i karabinów, których istnienie było koniecznością. Na stworzenie silnej armii pieszej mogły więc sobie pozwolić jedynie kraje, gdzie władza była na tyle silna, by dowolnie zawłaszczać i redystrybuować do kasy państwowej spieniężone bogactwo własnych obywateli przy pomocy aparatu biurokratycznego i fiskalnego. Były to monarchie absolutystyczne (Francja, Austria, Rosja) lub militarystyczne (Prusy).
Rzeczpospolita, ze swoim zatwierdzonym na Sejmie Niemym (1717 rok) anachronicznym, a także niewydolnym i pochłoniętym korupcją systemem podatkowo-skarbowym oraz ogromną niechęcią własnych obywateli do samoopodatkowania się (oraz oddawania chłopskich rekrutów), nie była w stanie bez głębokich reform fiskalnych odzyskać swej dawnej siły militarnej.

## Nadrenia

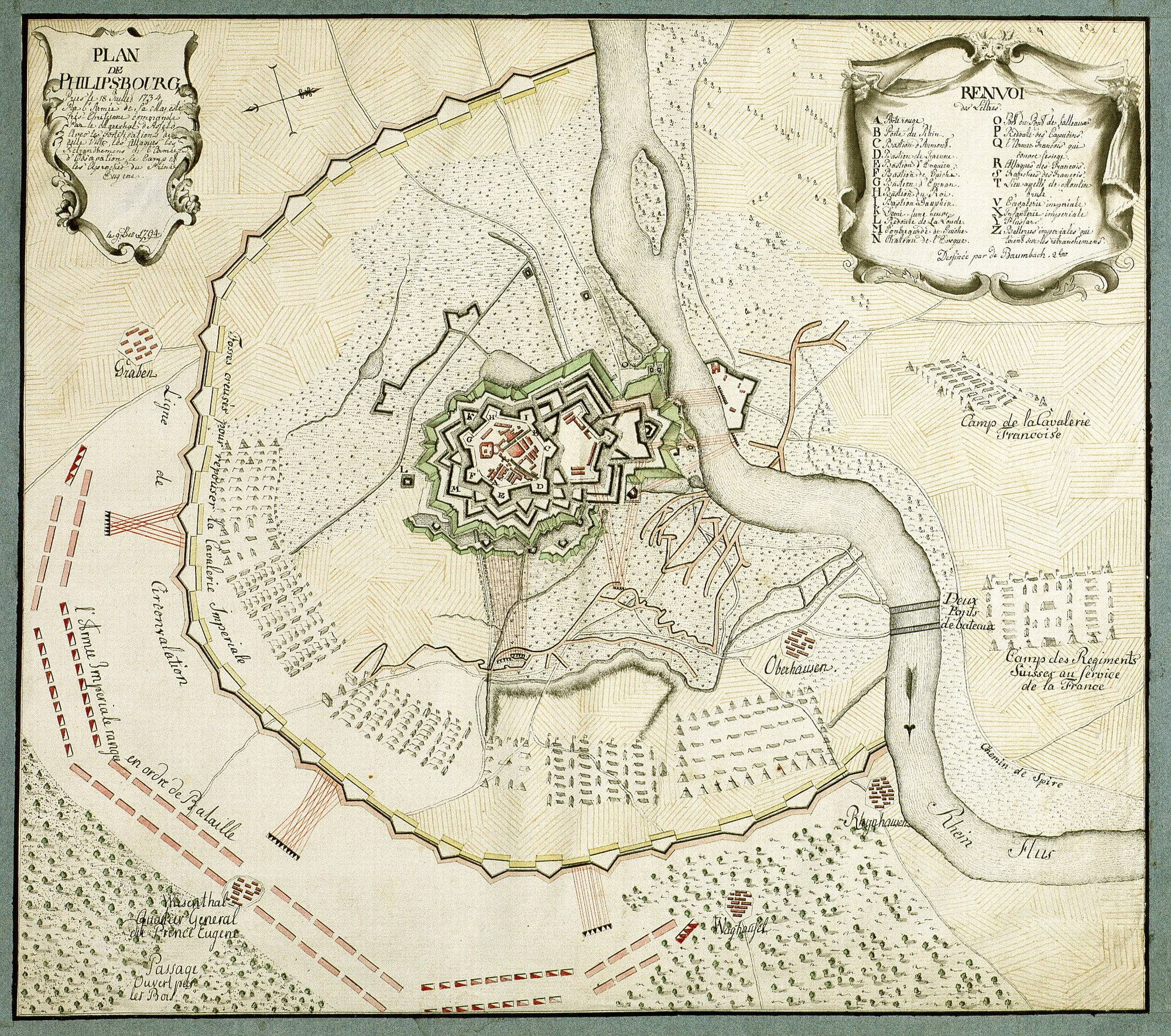
Oblężenie Philippsburga

Trzy dni po wypowiedzeniu wojny 10 października Francja najechała Lotaryngię i obległszy siły cesarskie pod Kehl, zdobyła oba cele w ciągu kilku tygodni. Nie mogąc zaatakować Austrii bezpośrednio, a nie chcąc najeżdżać ościennych państw niemieckich – z obawy przed interwencją Wielkiej Brytanii i Niderlandów – Francuzi umocnili swoje pozycje na zajętych terenach i wycofali oddziały na drugą stronę Renu celem przeczekania zimy.
Cesarz zmobilizował wszystkie regularne siły i rozpoczął zbieranie wojsk z całego imperium, rozciągając linię obronną pod Ettlingen w pobliżu Karlsruhe. Wiosną 1734 roku Francuzi oflankowali jego siły (2 maja zdobyto Trarbach), zaś służący Austrii książę Eugeniusz Sabaudzki został zmuszony do wycofania sił do obozu imperialnego w Heilbronnie. Oczyszczona w ten sposób droga umożliwiła francuskim oddziałom księcia Jamesa FitzJamesa oblężenie Philippsburga w Badenii, które zakończyło się sukcesem w lipcu 1734 roku. Eugeniusz i towarzyszący mu książę koronny Fryderyk Pruski, próbowali przerwać oblężenie, jednak bez powodzenia z powodu zbyt małej liczby żołnierzy oraz ich słabego wyszkolenia. Książę FitzJames zginął rażony kulą artyleryjską w Philippsburgu.
Francuskie armie parły wzdłuż Renu, docierając do Moguncji, jednak rosnąca w siłę armia cesarska, wspomagana przez rosyjskich zdobywców Gdańska, uniemożliwiła oblężenie miasta. Eugeniusz ruszył do kontrofensywy. 30–tysięczna armia pod dowództwem Friedricha Heinricha von Seckendorffa przekroczyła Ren i zaczęła spychać Francuzów w kierunku Trewiru, ostatecznie pokonując ich w bitwie pod Clausen (Klausen) w październiku 1735, w jednej z ostatnich bitew przed zawarciem pokoju.

## Italia
Korzystając z korzystnej koniunktury międzynarodowej, 26 września 1733 w Turynie król Karol Emanuel III Sabaudzki zawarł z Francją i Hiszpanią sojusz przeciwko Austrii, która od zakończenia wojny o sukcesję hiszpańską zajmowała tereny południowych Włoch oraz Mediolan. Ze swojej strony Hiszpania oczekiwała odzyskania Toskanii, Mantui, księstwa Parmy i Piacenzy oraz ziem południowych Włoch. Francja zobowiązała się wystawić do walki z Austrią 40 000 żołnierzy, natomiast Piemont i Królestwo Sardynii 24 000 ludzi. Głównodowodzącym sił sprzymierzonych został władca Piemontu.
Austriacki gubernator Mediolanu generał Daun dysponował armią 12 000 żołnierzy. Dnia 11 grudnia 1733 r. Karol Emanuel III ze swoimi wojskami wyruszył na Mediolan, w którym rozpoczął oblężenie zamku miejskiego. Zamek zdobyto ostatecznie 29 grudnia 1733 r.
W obliczu utraty Mediolanu Austriacy wysłali do Włoch dodatkowych 60 000 żołnierzy pod dowództwem Eugeniusza Sabaudzkiego. 29 czerwca 1734 r. doszło do pierwszej krwawej bitwy pod Parmą, w której Austriacy stracili 10 000 ludzi. Na początku września Austriacy pod dowództwem Koenigsecka odnieśli mniejszy sukces w bitwie pod Gardellą, po czym rozpoczęli planowanie decydującego ataku na pozycje wroga pod Guastallą. 19 września 1734 doszło tam do kolejnej bitwy, w której Austriacy, mimo początkowego sukcesu (zmusili przeciwnika do odwrotu), w obliczu nadejścia Karola Emanuela III ostatecznie ponownie ponieśli klęskę, tracąc 7 tys. z posiadanych 40 tys. żołnierzy. Straty francusko-piemonckie były niewiele mniejsze i wyniosły 5 tys. osób z 49-tys. armii.

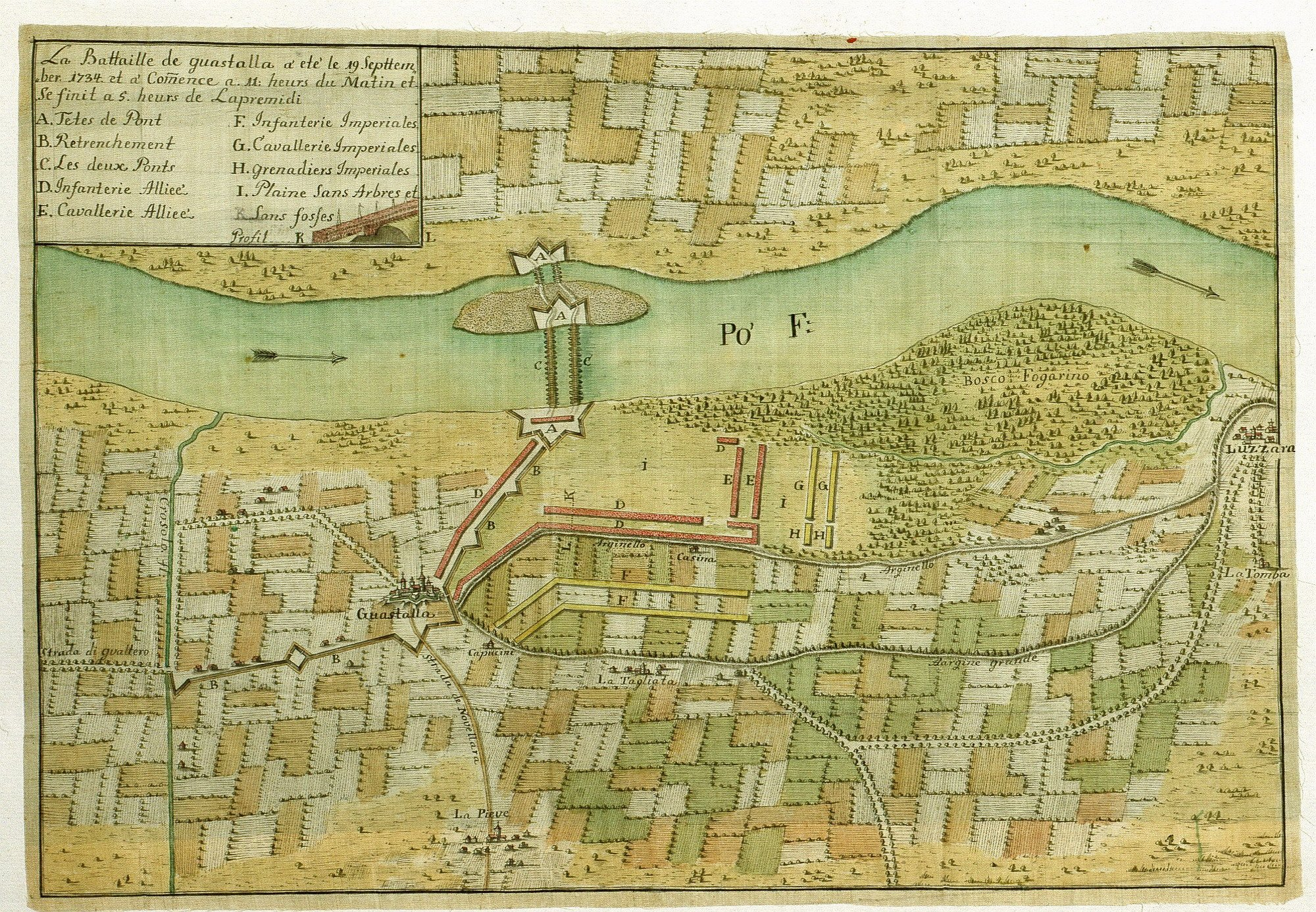
Ustawienie wojsk przed bitwą pod Guastallą

W tym samym czasie Hiszpanie wysłali flotę inwazyjną ku wybrzeżom środkowych i południowych Włoch, zmuszając stacjonujących tam Austriaków do odwrotu. W bitwie pod Bitonto (25 maja 1734) siły hiszpańskie pokonały wojska austriackie; zdobyto oblegane Gaetę i Kapuę. Do sierpnia 1734 r. Hiszpanie zajęli Toskanię, Królestwo Neapolu i Sycylię. Austriacy utrzymali się jedynie w Mantui. Wojna na tym froncie toczyła się dalej do listopada 1735 r., kiedy 3 listopada Ludwik XV i cesarz Karol VI zawarli zawieszenie broni. W wyniku zawartego porozumienia Sycylia i Neapol dostały się hiszpańskim Burbonom, Piemont otrzymał Tortonę, Novarę, Vigevano i inne mniejsze posiadłości. Karol VI zatrzymał Mediolan i Mantuę oraz Parmę i Piacenzę. Toskania po wygaśnięciu Medyceuszy dostała się księciu Franciszkowi Lotaryńskiemu. Ludwik XV uznał też Sankcję Pragmatyczną z 1713. Pokój w tej formie wszystkie strony zawarły dopiero jednak w roku 1738 w Wiedniu.

## Skutki wojny
Do wojny po stronie Leszczyńskiego nie przystąpiły Szwecja i Turcja. Po dwóch latach zaciętych walk (które toczyły się także w Niderlandach, na Sycylii i w północnych Włoszech) król Stanisław Leszczyński zrzekł się tronu. Korpus rosyjski dotarł do Renu, lecz Francja opanowała Lotaryngię.
W 1735 zawarto preliminarze pokojowe, a w roku 1738 w Wiedniu pokój, na mocy którego Burbonowie hiszpańscy uzyskali Królestwo Neapolu z Sycylią, Austria utrzymała Lombardię i przejęła tron wielkoksiążęcy w Toskanii, natomiast teść Ludwika XV Stanisław Leszczyński otrzymał w dożywotnie władanie Księstwo Lotaryngii, które po jego śmierci zostało inkorporowane do korony francuskiej w roku 1766.
Rzeczpospolita w wyniku wojny ostatecznie straciła własną podmiotowość na arenie międzynarodowej. Skutkiem tej wojny było trwałe ograniczenie polskiej suwerenności. Interwencja rosyjska była strasznym ciosem dla społeczeństwa szlacheckiego, które nie podniosło się jeszcze moralnie i ekonomicznie z klęsk doby Wielkiej Wojny Północnej oraz konfederacji tarnogrodzkiej. Dlatego też następna próba wzniecenia nowej konfederacji przeciwko Augustowi III i Rosji, jaka miała miejsce podczas inspirowanej przez dyplomację francuską wojny rosyjsko-szwedzkiej 1741–1743, zakończyła się niepowodzeniem. Społeczeństwo szlacheckie pamiętające klęskę z lat 1733–1736 nie wierzyło w sukces nawet w oparciu się o Turcję i Prusy. Zarówno emisariusze szwedzcy, przybywający do Rzeczypospolitej z zamiarem nakłonienia szlachty do walki, jak i magnaci planujący zawiązanie konfederacji (Józef Potocki, Tarłowie, kilka rodów wielkopolskich) nie zdołali już porwać Polaków do akcji. Zacięty pacyfizm szlachty obok antyabsolutystycznych sentymentów magnaterii i zwyczajnego przekupstwa sejmowego był główną przyczyną nieprzystąpienia przez Rzeczpospolitą do wojny Rosji i Austrii z Turcją (1737–1739) oraz do wojen śląskich toczonych w ramach wojny o austriacką sukcesję. Zmarnowano przez to kilkakrotnie niezwykle korzystną koniunkturę dla aukcji wojska i reformy państwa (sejmy 1738, 1744, 1746 i 1748).